# 代理処罰
代理処罰（だいりしょばつ）とは、ある国で犯罪を犯した被疑者が母国または第三国へ逃げ込み、犯罪が行われた国の捜査機関の捜査権が及ばない場合に、当該国に対して捜査及び裁判を行うことを要請すること。処罰する国はあくまでその国の法律により処罰する
のであって、犯罪が行われた国に代わって処罰するのではなく、また、要請も条約等に基づき行われるものではなく、法的なものではないので「制度」とはいいがたい。正式には国外犯処罰になるが、国外犯処罰のすべてが犯罪が行われた国の要請によるものではない。

## 問題点
- 捜査書類の翻訳やその他の手続きが煩雑であること（日本の場合では殺人など重大事件にしか適用されていない）。
- 起訴や量刑は相手国の法律に基づくため、内国人の感覚[要出典]には合わない刑罰が適用されることがある。
- 遺族や被害者が裁判の傍聴をする場合に大きな負担がかかる。

## 日本の場合
日本と犯罪人引渡し条約を締結している国がアメリカと韓国だけと少ない事などにより、日本でも近年適用され始めた。

### 適用例
1999年以降、2006年末までに日本から代理処罰を要請した例は23件、37人にのぼり、中国（19人）、韓国（14人）、モンテネグロ（2人）、台湾（1人）、タイ（1人）で適用された。また2007年には憲法により自国民の外国への引渡しを禁止しているブラジルに対して、2事件2人の代理処罰を要請している。

## 関連
- 国外犯
- 犯罪人引渡し条約